# Liste der denkmalgeschützten Objekte in Riedau
Die Liste der denkmalgeschützten Objekte in Riedau enthält die denkmalgeschützten, unbeweglichen Objekte der Gemeinde Riedau im Bezirk Schärding (Oberösterreich).

## Denkmäler
| Foto |                 | Denkmal                                                            | Standort                         | Beschreibung | Metadaten |
| ---- | --------------- | ------------------------------------------------------------------ | -------------------------------- | --- | --- |
| ja   | Datei hochladen | Kath. Pfarrkirche hl. Georg HERIS-ID: 52734 Objekt-ID: 60305       | Marktplatz 1 Standort KG: Riedau | Die gotische Kirche steht frei im Marktplatz. Der gotische Chor mit einem Fünfachtelschluss hat ein Kreuzrippengewölbe. Das gotische einschiffige vierjochige Langhaus hat ein Vierungsjoch mit einem Kreuzrippengewölbe und die westlichen Joche haben ein Netzrippengewölbe. Das Langhaus wurde im Ende des 16. Jahrhunderts baulich verändert und um 1635 zu beiden Seiten des östlichen Joches mit zwei Kapellen mit querschiffartiger Wirkung erweitert. An der äußeren Langhausnordseite über die drei westlichen Joche sind Arkaden mit toskanischen Säulen. Der Westturm mit einer gotischen Tür wurde 1611 nachgotisch vollendet und trägt einen neuen Spitzhelm. Die Hochaltarstatue hl. Georg schuf der Bildhauer Josef Rint (um 1861 bis 1863). | BDA-Hist.: Q23541864 Status: § 2a Stand der BDA-Liste: 2025-06-30 Name: Kath. Pfarrkirche hl. Georg GstNr.: .120 Katholische Pfarrkirche, Riedau |
| ja   | Datei hochladen | Figurenbildstock Maria Immaculata HERIS-ID: 76028 Objekt-ID: 89569 | Marktplatz Standort KG: Riedau   | Der Figurenbildstock Maria Immaculata auf dem Marktplatz entstand um 1720 und wurde 1955 restauriert. | BDA-Hist.: Q38142048 Status: § 2a Stand der BDA-Liste: 2025-06-30 Name: Figurenbildstock Maria Immaculata GstNr.: 810/5 Maria Immaculata Riedau  |